# Sdez
 (signalé en mai 2025).
Si vous disposez d'ouvrages ou d'articles de référence ou si vous connaissez des sites web de qualité traitant du thème abordé ici, merci de compléter l'article en donnant les références utiles à sa vérifiabilité et en les liant à la section « Notes et références ».
- Archive Wikiwix
- Bing
- Cairn
- DuckDuckGo
- E. Universalis
- Gallica
- Google
- G. Books
- G. News
- G. Scholar
- Persée
- Qwant
- (zh) Baidu
- (ru) Yandex
- (wd) trouver des œuvres sur Wikidata

Ne doit pas être confondu avec Suez (entreprise, 2015) ou Suez (entreprise, 1858-2008).
 (juillet 2024).
Sdez est une entreprise française, fondée en 1816 spécialisée dans le domaine du nettoyage des articles textiles et de l'hygiène. 

## Historique
En 1816, création de l'entreprise à Lomme (59)  pour le linge de maison des grandes familles de la région lilloise.  
En 1932 la Villa Paul Sdez, maison art déco située au 309 avenue de l'Hippodrome à Lambersart est construite pour la famille du blanchisseur Sdez par l'architecte Marcel Boudin.   
La maison est dans un style paquebot en béton, recouverte de briquettes jaunes caractéristique de l’époque moderne . La pièce principale en rotonde présente une hauteur sous plafond de 7 mètres éclairée par des hublots en vitraux d'origine.  
En février 2001,la maison Sdez² est inscrite au monument historique Inscrit MH5. 
En 1975, démarrage de l'activité auprès des professionnels. 
En parallèle de cette activité, Sébastien Sdez a créé en 2002, une activité  dans le domaine du design à Lille en créant Design&Solutions.
La société s’est agrandie progressivement par rachat de différentes entreprises toutes familiales également : Blanchisserie du Nord Est à Muizon en 2007 - Carmin en Rhône Alpes en 2012 - Entreprise familiale Klein en Alsace Lorraine en 2016 -Entreprise familiale Losaclean à la Rochelle en 2020.

## Notes et références

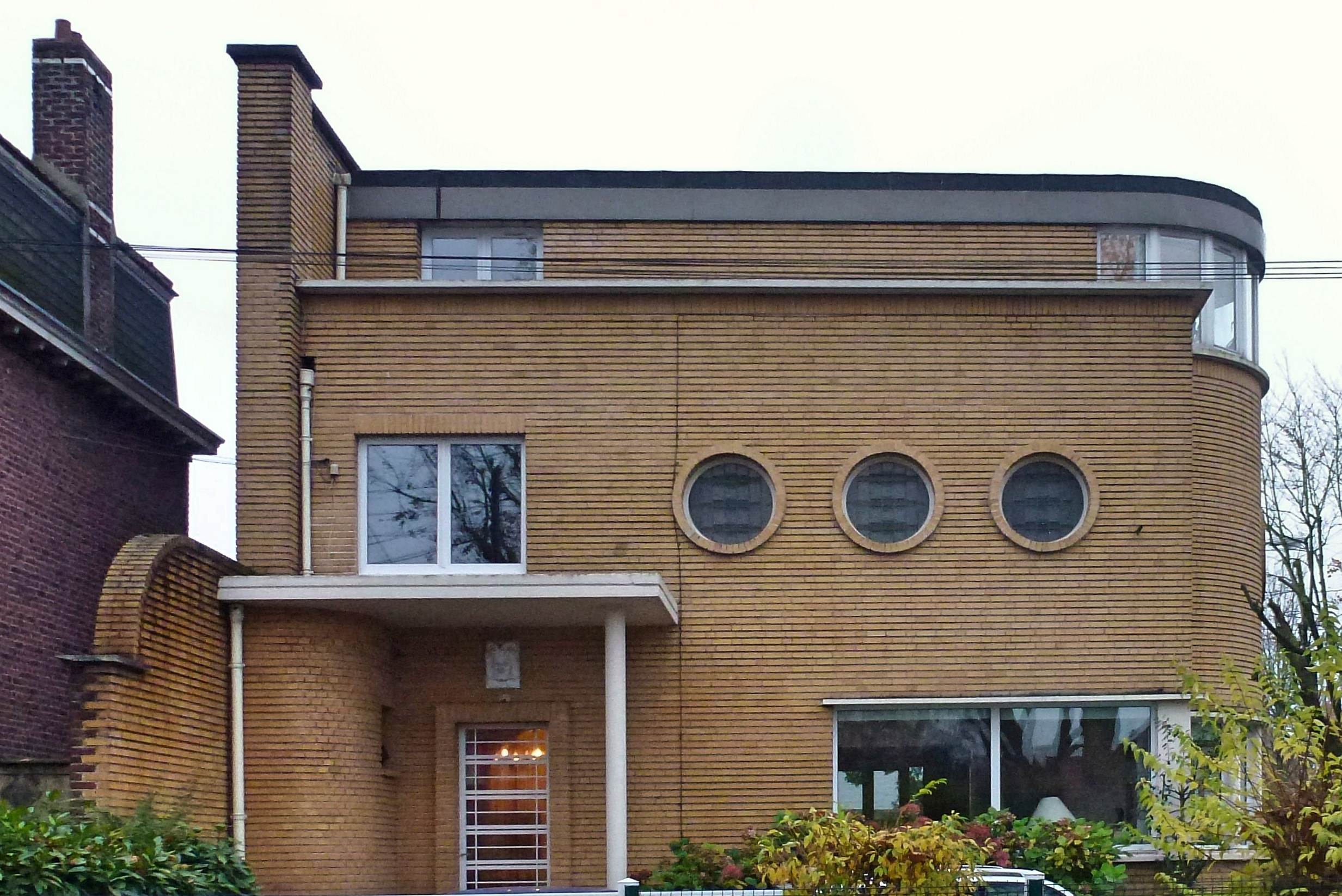
La maison Sdez à Lambersart, [Ministère de la culture